# 長杠棋

長杠棋棋盤

長杠棋，是福建松溪縣等地的兩人傳統棋類。

## 棋具
- 棋盤為五橫五豎的橫縱線交叉，另有東南-西北向、西南-東北向的斜線各三條。中心點稱為豬欄。全部共二十五個棋點。

- 每方十六枚棋子，以兩色區分敵我。

## 規則
- 每方五枚棋子初始佈置於己方底橫行，三枚放於最左側與二、三、四橫線的交點，另外八枚作備用。
- 每方輪流移動一枚己棋，沿縱橫斜線可任意步，但不得有子抵擋或轉彎。
  - 行棋時主動排成以下排列之一就把該些敵子移除，並在該棋位補放同數量己子。但敵棋剩下一枚時則無法再使用。
    - 腿子：一枚己棋至兩枚同斜線敵棋的正中間。
    - 車軸：一枚己棋至四枚同斜線敵棋的正中間。
    - 長杠：一枚己棋至四枚同縱橫線敵棋的正中間。
    - 圍吃：包圍一枚敵棋。

- 將敵棋減至一枚並逼到豬欄獲勝[1]。

## 外部連結
- 简易棋类游戏  （页面存档备份，存于）